# 카를 보슈
카를 보슈(독일어: Carl Bosch, 1874년 8월 27일 ~ 1940년 4월 26일)는 독일의 화학자이다.

## 인물
1896년 이후 유기화학에 관심을 갖고 니트로 화합물을 깊이 연구하여, 1907년 금속 시안 화합물과 초산염으로부터 시안으로 된 바륨을 만들어 내었다. 또 프리츠 하버가 발명한 ‘공중 질소 고정법’에 관심을 두고 하버와 공동으로 연구를 하여, 마침내 수소·질소를 가지고 암모니아를 합성하는 데 성공하였다. 따라서 ‘공중 질소 고정법’을 ‘하버법’이라고도 한다. 이것은 제1차 세계 대전 때 독일에서 화약을 만드는 데 이용되었다. 1931년에 프리드리히 베르기우스와 함께 노벨 화학상을 받았다. 카를의 삼촌이 보쉬사의 창립자 로베르트 보슈다.

## 수상 경력
- 1931년 : 노벨 화학상
- 1939년 : 괴테상

## 참고 문헌
- 이 문서에는 다음커뮤니케이션(현 카카오)에서 GFDL 또는 CC-SA 라이선스로 배포한 글로벌 세계대백과사전의 내용을 기초로 작성된 글이 포함되어 있습니다.
- Vaclav Smil (2004). 《Enriching the Earth: Fritz Haber, Carl Bosch, and the Transformation of World Food Production》. MIT Press. ISBN 978-0-262-69313-4.
- Thomas Hager, The Alchemy of Air: A Jewish Genius, a Doomed Tycoon, and the Scientific Discovery That Fed the World but Fueled the Rise of Hitler (2008) ISBN 978-0-307-35178-4.
- Peter Hayes (1987). “Carl Bosch and Carl Krauch: Chemistry and the Political Economy of Germany, 1925–1945”. 《The Journal of Economic History》 47 (2): 353–363. doi:10.1017/S0022050700048117. JSTOR 2122234.
- K. Holdermann (1949). “Carl Bosch und die Naturwissenschaft”. 《Naturwissenschaften》 36 (6): 161–165. Bibcode:1949NW.....36..161H. doi:10.1007/BF00626575.
- Carl Krauch (1940). “Carl Bosch zum Gedächtnis”. 《Angewandte Chemie》 53 (27–28): 285–288. doi:10.1002/ange.19400532702.
- “Carl Bosch”. Famous Scientists. Human Touch of Chemistry. 2013년 6월 29일에 원본 문서에서 보존된 문서.
- “Carl Bosch”. The Nobel Prize in Chemistry 1931. Nobelprize.org.
- “Carl Bosch (German chemist)”. 《Encyclopædia Britannica》.

## 같이 보기
- 암모니아
- 프리츠 하버
- 하버-보슈법